# Литовцы в Беларуси

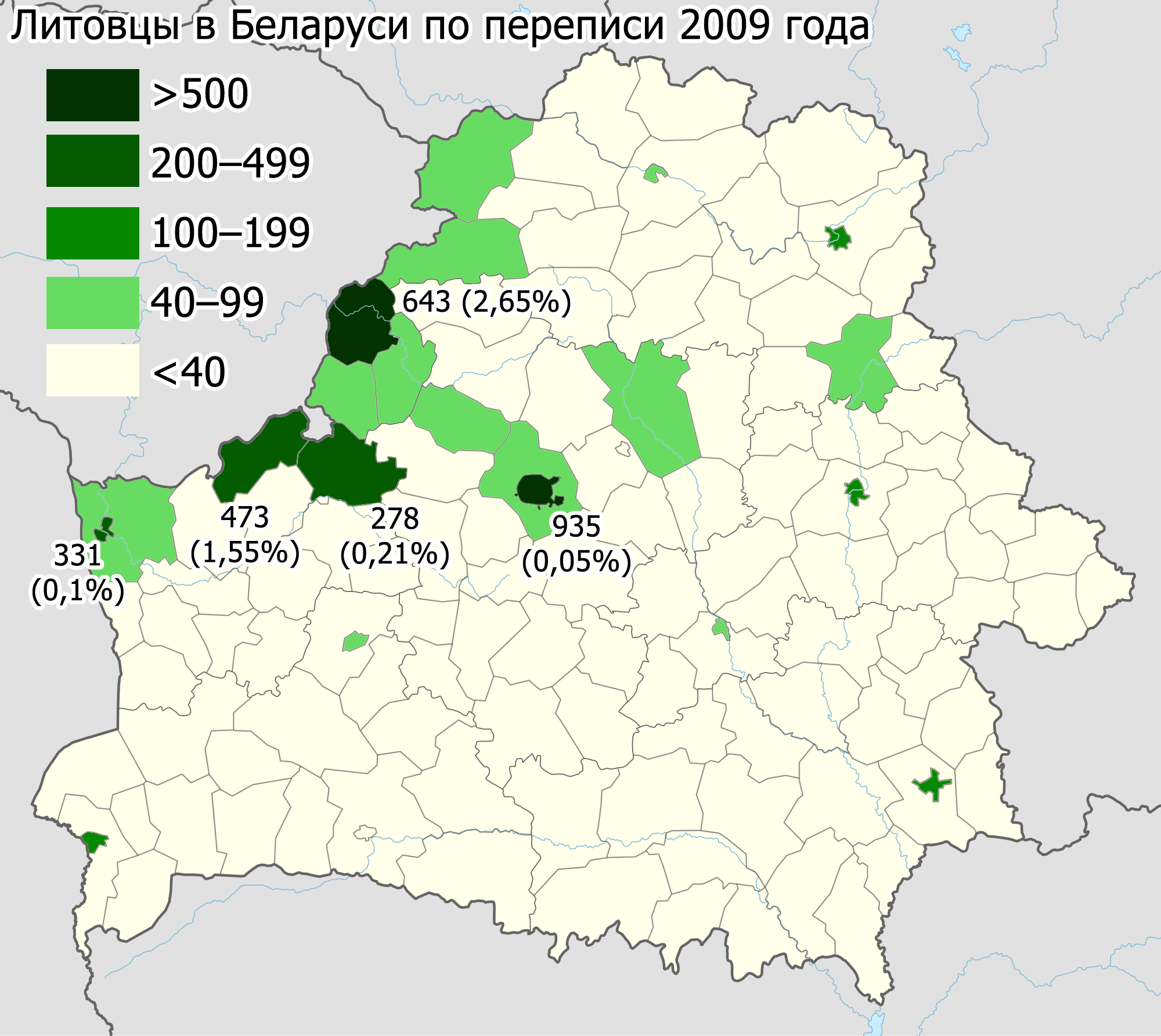
Численность литовцев по районам и городам областного подчинения. Для крупнейших пяти общин (Минск, Островецкий район, Вороновский район, Гродно, Лидский район) подписаны абсолютная численность и доля в общей численности населения района или города.

Литовцы в Белоруссии (бел. Літоўцы ў Беларусі, лит. Baltarusijos lietuviai) компактно проживают на границе с Литвой в пограничных районах Гродненской и Витебской областей. Также существуют литовские поселения в восточных районах республики. Согласно переписи 2019 г., в Белоруссии проживает 5 287 литовцев.

## История
По переписи 1897 г. значительные компактные группы литовцев жили в Лидском (17 285 человек), Ошмянском (8754), Гродненском (2814), в Оршанском (примерно 1400) уездах. Литовцы Белоруссии занимались земледелием и различными промыслами (деревообработкой, ткачеством, пчеловодством и др.). В 1906—1907 гг. в деревне Мальковка работала национальная литовская школа. Перед Первой мировой войной в Белоруссии проживало более 20 тыс. литовцев. Однако во время Первой мировой и гражданской войн количество литовцев в Белоруссии значительно сократилось. По переписи 1926 г. в БССР проживало только 6564 человек, преимущественно в сельской местности.
В 20-е гг. XX в. в БССР насчитывалось около пятидесяти отдельных литовских поселений. Деревня Мальковка Мстиславского района стала центром литовского национального сельсовета. Здесь работала школа-семилетка с преподаванием на литовском языке. В деревне Дыманово Витебского района работала единственная литовская средняя школа в БССР. При ЦК КП(б)Б действовало Литовское бюро.
Последовательно осуществлялись культурно-просветительские программы литовцев Белоруссии. Десять лет (1927—1937) издавалась газета «Raudonasis Artojas» (Красный пахарь). На литовском языке выходили радиопередачи. При Белорусской ассоциации пролетарских писателей (с 1932 г. — СП БССР) с 1928 г. существовала литовская секция. При Белгосиздательстве в 1932 г. был образован литовский сектор. В это время при Инбелкульте была открыта кафедра истории Литвы (с 1929 г. — литовский сектор АН БССР, с 1933 г. — литовская секция Института нацменьшинств АН БССР). В конце 1930-х гг. эти процессы были свернуты, а активисты литовского национального возрождения в Белоруссии были репрессированы.
Демографическая структура литовцев Белоруссии изменилась в 30-50-е гг. XX в. Литовской ССР в 1940 г. отошла значительная территория Белоруссии (площадь в 2,6 тыс. км²) с населением около 80 тыс. человек (в основном белорусы и литовцы). В послевоенное время литовцы Белоруссии активно мигрировали в Литовскую ССР. Согласно переписи 1970 г., в БССР проживало 8092 человека, а в 1979 г. — 6993 человека, преимущественно в сельской местности. Около половины литовцев считала родным языком литовский.
Литовское меньшинство Белоруссии в значительной степени окультурировано в белорусскую и белорусско-польскую среду. Литовским языком владеют как люди старшего возраста, так и молодёжь, который является для них родным. При этом обучение литовскому языку при СССР не производилось, школы с преподаванием на литовском языке отсутствовали. Ныне в деревнях Пелеса и Рымдюны действуют две литовские школы, финансирование которых происходит за счёт Белоруссии, однако построены за счёт Литвы. Там, где живут литовцы, везде создаются фольклорные ансамбли, распространяются издания на литовском языке. В республике есть небольшое книгоиздание на литовском языке — в 2009 году вышли 6 книг и брошюр общим тиражом 5,3 тыс. экземпляров.

## Динамика населения
Динамика численности литовцев в Белоруссии по данным переписей:
- 1959 — 8 363 — 0,10 %
- 1970 — 8 092 — 0,09 %
- 1979 — 6 993 — 0,07 %
- 1989 — 7 606 — 0,07 %
- 1999 — 6 387 — 0,06 %
- 2009 — 5 087 — 0,05 %
- 2019 — 5 287 — 0,06 %

| Численность литовцев по областям (2009):                                                        |
| Графики недоступны из-за технических проблем. См. информацию на Фабрикаторе и на mediawiki.org. |

## Восприятие
Длительное сосуществование двух народов в пограничных района привело к частичному стиранию культурных границ. Как указывал фольклорист Юрась Внукович, на вопрос о том, чем отличаются местные белорусы и литовцы, в пограничье характерным является ответ: «А ничем! Вместе праздновали свадьбу, и так встречались. [...] Да и характер такой же, всё зависит от человека. И едят они то же самое, что и мы». Тем не менее, если в культурном, социальном, конфессиональном отношении местные литовцы воспринимались как свои, то в лингвистическом ситуация иная. Из-за особенности языка они получили различные насмешливые прозвища, вроде «гиргуны», «жигуны», «лабасы» и прочее. В приграничных белорусских сёлах литовский нередко сравнивался с языком животных. Однако вместе с тем местные жители подчеркивали и положительные качества литовцев – трудолюбие, а также способность говорить на нескольких языках.